# Georges Jansoone
Pour les articles homonymes, voir Jansoone.
Georges Jansoone, né le 4 juin 1858 à Dunkerque (Nord, France) et mort le 4 septembre 1940 à Lille (Nord, France), est un prélat catholique français, évêque auxiliaire de Lille de 1927 jusqu'à sa mort.

## Biographie

### Ministères
Le 3 juillet 1881, il reçoit l'onction sacerdotale et devient vicaire au Saint-Sépulcre à Roubaix, à Saint-Étienne et à Lille. Puis il devient curé de Cagnoncles en 1892 et de Dechy en 1899. En 1908, il est nommé curé doyen de Carnières puis, en 1910, de la paroisse Saint-Géry à Valenciennes. En 1922, il est nommé vicaire général de Cambrai.

### Épiscopat
Il est élu évêque titulaire de Nilopolis (de) et auxiliaire de Lille, le 14 janvier 1926. Il est consacré le 19 mars en la Cathédrale Notre-Dame de Grâce de Cambrai par Mgr Jean-Arthur Chollet.
Après que Mgr Héctor Raphaël Quilliet a donné sa démission, Mgr Jansoone est nommé administrateur apostolique du diocèse le 23 mars 1928 jusqu'au 1er novembre de cette même année, quand le cardinal Achille Liénart prend possession du siège.